# Campeonato Sul-Americano de Voleibol Feminino de 2007
O 27º Campeonato Sul-Americano de Voleibol Feminino foi realizado no ano de 2007 em Rancagua e Santiago, Chile.

## Tabela Final
| Posição | Equipe    |
| ------- | --------- |
|         | Brasil    |
|         | Peru      |
|         | Venezuela |
| 4       | Uruguai   |
| 5       | Argentina |
| 6       | Colômbia  |
| 7       | Chile     |
| 8       | Paraguai  |

## Premiação
| Campeonato Sul-Americano de Voleibol Feminino de 2007 |
| border.                                               |
| ----------------------------------------------------- |
| Brasil (15º título)                                   |

### Individuais
| MVP (Most Valuable Player) | Paula Pequeno  | Brasil |
| Melhor Atacante            | Sheilla Castro | Brasil |
| Melhor Levantadora         | Fofão          | Brasil |
| Melhor Líbero              | Fabi           | Brasil |